# Nervus auriculotemporalis
De nervus auriculotemporalis  is een zenuw die langs de schedel naar boven loopt over het os temporale. De zenuw ontstaat als twee wortels van de nervus mandibularis, een tak van de nervus trigeminus. Deze wortels omgeven het midden van de arteria meningea media (een tak van de onderkaak). De wortels vormen dan een enkele zenuw.

## Anatomie
De nervus auriculotemporalis vindt zijn oorsprong in de nervus mandibularis, die op zijn beurt een van de drie takken is van de nervus trigeminus (V kraniale zenuw). Deze twee wortels omgeven het midden van de arteria meningea media, een tak van de onderkaak.
Naarmate de wortels samenkomen, vormen ze een enkele zenuw, de nervus auriculotemporalis. Deze zenuw loopt langs de schedel over het os temporale, wat een van de beenderen van de schedel is. Het traject van deze zenuw omvat gebieden nabij het oor en de slaap, wat verklaart waarom het de term "auriculotemporalis" draagt.

## Functie
De belangrijkste functie van de nervus auriculotemporalis is het verzorgen van sensorische innervatie aan bepaalde delen van het hoofd en het gezicht. Specifiek beïnvloedt deze zenuw de huid rond het oor en de temporale regio. Daarnaast heeft de nervus auriculotemporalis verbindingen met de parotis, de grote speekselklier in de buurt van het oor.
Een interessant kenmerk van deze zenuw is zijn rol bij het transporteren van smaakwaarneming van de papillen op het achterste twee derde deel van de tong. Dit gebeurt via de auriculotemporale tak van de nervus mandibularis.

## Klinische Relevantie
De nervus auriculotemporalis kan betrokken zijn bij verschillende klinische situaties, waaronder neuralgische aandoeningen en pijnlijke aandoeningen in het gezicht en de temporale regio. Begrip van de anatomie en functie van deze zenuw is van belang voor artsen en medisch personeel, vooral bij procedures die betrekking hebben op het hoofd en de hals.
In het geval van pijnklachten of andere neurologische symptomen in het gebied rond het oor en de slaap, kan een gedegen kennis van de nervus auriculotemporalis helpen bij het stellen van een juiste diagnose en het plannen van passende behandelingen.
De nervus auriculotemporalis, als onderdeel van het uitgebreide trigeminale zenuwstelsel, illustreert de complexiteit en de nauwe samenhang van de zenuwstructuren in het menselijk lichaam.